# Prevozna pot
Portage - Prevozna pot
Prevozna pot (angleško portage ali portaging) je praksa prevoza vodnega plovila ali tovora po kopnem, bodisi zaradi ovire v reki ali med dvema vodnima telesoma.
Zgodnji francoski raziskovalci v Novi Franciji oziroma francoski Louisiani so naleteli na številne brzice in kaskade. Indijanci so prenašali svoje kanuje po kopnem, da bi se izognili rečnim oviram.
Sčasoma so pomembne prevozne poti včasih opremili s kanali z zapornicami in celo transportno železnico. Primitivne prevozne poti so vključevale prevoz plovila in njegovega tovora po vsej poti. Male kanuje so seveda lahko prenašali na ramenih ali hrbtih. Zgodovinsko gledano so popotniki pogosto tovorili tovor na hrbtih.
Prevozne poti so bile lahko več kilometrov dolge, kot je 19-kilometrov dolga Methye Portage in 8,5 milje Grand Portage (obe v Severni Ameriki), pogosto prečkajo hribovit ali težak teren. Nekatere premoščajo zelo majhno spremembo nadmorske višine, kot je zelo kratka Mavis Grind na Shetlandskih otokih, ki prečka ožino.

## Tehnika
Po prevoznih poteh so najprej uporabljali za vleko živali, kasneje pa so jih izboljšali in utrdili. V nekaterih krajih so uporabili železne ali lesene letve in voziček. Močno uporabljane poti so se včasih razvile v ceste, ko so uporabljali sani, valje in/ali vole. Včasih so zgradili železnico (Champlain in St. Lawrence Railroad) ali prekop.

## Zgodovina

### V Evropi

#### Grško- rimski svet
Diolkos je bila tlakovana prevozna pot v antični Grčiji, ki je omogočila ladjam, da se po kopnem premikajo čez Korintsko ožino med Korintskim in Saronskim zalivom. Konstruirana je bila za transport visoko rangiranih despotov za opravljanje zavarovalnih poslov v pravosodnem sistemu. 6 km do 8,5 km  dolga pot je imela osnovno obliko železnice  in je obratovala od okoli 600 pred našim štetjem do sredine 1. stoletja našega štetja. Način po katerem so po Diolkosu kombinirali dve načeli železnico in kopenski prevoz ladij, je bil edinstven v antiki.
Obstajajo pičli dokazi o še dveh podobnih prevoznih poteh diolkos v antiki, ki naj bi se nahajali v rimskem Egiptu: Zdravnik Oribasius  (c. AD 320-400) piše o dveh poteh iz 1. st svojemu kolegu Xenocratesu, od katerih se ena nanaša na diolkos blizu pristanišča Aleksandrija, ki se je morda nahajal na južni konici otoka Faros. Še diolkos omenja Ptolemaj (AD 90-168) v svoji knjigi o geografiji (IV, 5, 10), ki naj bi povezoval zamuljen krak in Nil s Sredozemskim morjem.

#### Beneška Republika
Kopna povezava med reko Adižo in Gardskim jezerom v severni Italiji, ki so je najmanjša plovila redko uporabljala, je Beneška republika vsaj enkrat uporabila za prevoz vojaške flote leta 1439. Povezava preko kopnega je zdaj nekoliko težja zaradi izginotja jezera Loppio.

#### V Rusiji
V 8., 9. in 10. stoletju so Vikingški trgovci in pustolovci izkoriščali mrežo plovnih poti v vzhodni Evropi, s prevoznimi potmi, ki so povezovale štiri najpomembnejše reke v regiji: Volga, Daugava, Dneper in Don. Vozne poti v današnji Rusiji je bile ključnega pomena za Varjage in poslovanje z Orientom in Bizancem.
Na najpomembnejših voznih poteh (kot je Gnezdovo) je bilo trgovanje v rokah naseljencev iz mešanice nordijskih trgovcev in avtohtonega prebivalstva. Hazari so zgradili trdnjavo Sarkel za zavarovanje ključne prevozne poti med Volgo in Donom. Po upadu vajraške in hazarske moči v vzhodni Evropi, so slovanski trgovci še naprej uporabljati poti vzdolž trgovske poti ob Volgi in trgovski poti ob Dnepru.
Imena mest Volokolamsk in Vyshny Volochek lahko prevedemo kot "Prevozna pot na reki Lama" in "mala zgornja prevozna pot" (volok pomeni "prevozna pot" v ruščini, ki izhaja iz glagola "vleči").
V 16. stoletju so Rusi uporabljali rečne prevozne poti za prehod v Sibirijo (primer Čerdinova pot).

#### Škotska in Irska
Tarbert je skupno ime kraja - ožine -  na Škotskem in Irskem, ki označuje mesto prevozne poti.

### V Afriki
Prevozne poti so igrale pomembno vlogo v gospodarstvu nekaterih afriških družb. Na primer, Bamako je bil izbran kot prestolnici Malija, saj se je nahajal na reki Niger v bližini brzic, ki delijo zgornjo in srednjo dolino Nigra.

### V Severni Ameriki
Kraji, kjer so se pojavile prevozne poti, so pogosto postali začasna in nato stalne naselbine. Pomen prostega prehoda po poteh je bil vključen v zakone in pogodbe. Zgodovinsko pomembna trgovinska pot za krzno je zdaj Grand Portage National Monument. Rekreativne poti s kanuji poti pogosto vključujejo prevozne poti med jezeri, na primer pot Seven Carries v Adirondack Park.
Številne prevozne poti so nadgradili z vozišči in železnicami zaradi njihovega gospodarskega pomena. Niagara Portage je imela dostop do železnice v 1760-tih. Odsek med rekami Chicagom in Des Plaines, po kratki močvirski poti, ki je sezonsko poplavljena in je postopoma postala kanal zaradi vlečenja čolnov po dnu. 1835 je železnica Champlain in St. Lawrence povezala mesta New York in Montrealu, ne da bi morali iti preko Atlantika.
Veliko naselij v Severni Ameriki so imenovali zato, da so bili na prevoznih poteh.

### Oceanija

#### Na Novi Zelandiji
Na številnih krajih, kjer so obstajale ožine, so nastale prevozne poti, da bi lokalni Maori vlekli ali tovorili svoje waka proti Tasmanskemu morju in Tihemu oceanu ali obratno. Najslavnejša med njimi se nahaja v Aucklandu, kjer sta ostali dve "Portage Road" v ločenih delih mesta. Majhno naselje Marlborough Sounds leži ob vozni poti na Kenepuru Sound, ki povezuje Queen Charlotte Sound s Torea Bay.